# (20081) Occhialini
(20081) Occhialini est un astéroïde de la ceinture principale.

## Description
(20081) Occhialini est un astéroïde de la ceinture principale. Il fut découvert le 12 mars 1994 à Cima Ekar par Vittorio Goretti et Maura Tombelli. Il présente une orbite caractérisée par un demi-grand axe de 2,45 UA, une excentricité de 0,09 et une inclinaison de 7,6° par rapport à l'écliptique.
Il est nommé d'après le physicien italien Giuseppe Occhialini.

## Compléments